# Young Man of Manhattan
Young Man of Manhattan (bra: Inconstância) é um filme musical pre-Code estadunidense de 1930, do gênero comédia, dirigido por Monta Bell, e estrelado por Claudette Colbert, Norman Foster, Charles Ruggles e Ginger Rogers. O roteiro de Daniel Reed e Robert Presnell, Sr. foi baseado no romance homônimo de 1930, de Katharine Brush.

## Sinopse
Toby McLean (Norman Foster), um imprudente escritor esportivo em um jornal de Nova Iorque, cobre a luta de Gene Tunney e Jack Dempsey na Filadélfia, e então conhece Ann Vaughn (Claudette Colbert), uma redatora de outro jornal. Após um romance turbulento, eles se casam. O ciúme aparece na relação quando Ann começa a ganhar mais dinheiro e torna-se mais conhecida que seu marido. Enquanto Toby é perseguido pela jovem socialite Puff Randolph (Ginger Rogers), o amigo escritor do rapaz, Shorty Ross (Charles Ruggles) – apaixonado por Puff – procura uma maneira de ajudar Toby a eliminar todos os elementos que possam desafiar seu casamento.

## Elenco
- Claudette Colbert como Ann Vaughn
- Norman Foster como Toby McLean
- Charles Ruggles como Shorty Ross
- Ginger Rogers como Puff Randolph
- Leslie Austin como Dwight Knowles
- Lorraine, Aileene, Fern & Harriet Aalbu como Irmãs Sherman Sisters (creditadas como Four Aalbu Sisters)
- H. Dudley Hawley como Doutor
- Jack Dempsey como Ele mesmo (não-creditado)
- Gene Tunney como Ele mesmo (não-creditado)